# Крепкий орешек 3: Возмездие
«Крепкий орешек 3: Возмездие» (англ. Die Hard with a Vengeance) — американский остросюжетный боевик 1995 года режиссёра Джона Мактирнана (который снял первый фильм). Он был написан Джонатаном Хенсли по его же сценарию и персонажам, созданным Родериком Торпом для его романа «Ничто не вечно». Это третий фильм франшизы «Крепкий орешек» (1990). За ним следуют «Крепкий орешек 4.0» (2007) и «Крепкий орешек: Хороший день, чтобы умереть» (2013).
В главных ролях — Брюс Уиллис в роли лейтенанта полиции Нью-Йорка Джона Макклейна и Сэмюэл Л. Джексон в роли невольного партнёра Макклейна Зевса Карвера, которые объединяются, чтобы остановить угрозы взрыва бомб по всему Нью-Йорку, осуществляемые «Саймоном». Фильм был выпущен 19 мая 1995 года, получил смешанные отзывы от критиков и стал самым кассовым фильмом года. Позже фильм приобрел культовый статус и был расценён многими критиками и поклонниками как лучшее продолжение франшизы.

## Сюжет
В Нью-Йорке в универмаге Bonwit Teller происходит взрыв бомбы, когда люди утром идут на работу. Департамент полиции Нью-Йорка получает звонок от «Саймона», который берёт ответственность на себя. Саймон угрожает взорвать ещё одну бомбу, если временно отстраненный полицейский Джон Макклейн не появится в Гарлеме с рекламным щитом с надписью «Я ненавижу негров». Полиция Нью-Йорка подчиняется, и Макклейна в состоянии похмелья забирают из его квартиры. Вид Макклейна с рекламным щитом привлекает внимание Зевса Карвера, чёрного электрика и владельца магазина, который, осознавая всю опасность ситуации, решает помочь Макклейну. Макклейн сообщает Карверу, что он полицейский и его вынудил пойти на это Саймон, но вскоре на него обращает внимание группа молодых негров. Карвер предотвращает расправу над Макклейном, и они уезжают в такси. Они прибывают в штаб-квартиру полиции Нью-Йорка, где узнают, что недавно было украдено большое количество двухкомпонентной жидкой взрывчатки, с помощью которой взорвали Bonwit Teller. Саймон снова звонит и требует, чтобы и Макклейн, и Карвер следовали его инструкциям.
Саймон отправляет двоих выполнять головоломные задания, в конечном итоге требующие, чтобы они добрались до станции метро Уолл-стрит в течение 30 минут и предотвратили взрыв бомбы, заложенной в поезде 3, следующем в Бруклин. После поездки через улицы города и сквозь парк на реквизированном такси, Макклейн выходит из машины и забирается в вагон указанного поезда, а Карвер едет дальше до станции. Хотя Карвер отвечает на звонок Саймона, тот всё равно активирует бомбу, сославшись на то, что Макклейн не явился к телефону. Макклейну удаётся обнаружить и сбросить бомбу с поезда за секунду до взрыва. Поезд сходит с рельсов и повреждает станцию метро. Макклейн подозревает, что Саймон специально придумал практически невыполнимые условия и в любом случае взорвал бы бомбу. Когда Макклейн встречается с агентами ФБР, ему сообщают, что Саймон — бывший полковник армии ГДР и наёмник Питер Криг, чьё настоящее имя Саймон Питер Грубер, и он брат Ганса Грубера, которого Макклейн убил много лет назад в Лос-Анджелесе.
Саймон вновь звонит полицейским и сообщает, что он заложил бомбу в государственной школе Нью-Йорка, при этом бомба оснащена детонатором радиосвязи, и взрыватель сработает от частот раций полиции и ФБР. Саймон говорит, что он назовёт Макклейну и Карверу местонахождение школы, если они продолжат играть в его игры, но угрожает, что эвакуация из любой школы приведёт к взрыву устройства. В то время как Макклейн и Карвер отправляются на следующее задание Саймона, полиция организует обыск всех школ Нью-Йорка, используя Службу спасения 911 для координации действий. Саймон появляется на экране и начинает операцию по ограблению Федерального резервного банка Нью-Йорка. Его люди под видом бригад ремонтников спускаются под землю, устраняют немногочисленных полицейских, охраняющих район взрыва, проникают в хранилище банка и вывозят оттуда на самосвалах слитки золота на 140 миллиардов долларов. После того, как Макклейн и Карвер разгадали очередную загадку Саймона и обезвредили тем самым заложенную им бомбу, Макклейн внезапно осознаёт, что Уолл-стрит, где нет школ, зато полно банков, совершенно покинута полицией, и решает проверить Федеральный резервный банк. Карвер на улице отдаёт бомбу переодетым в полицейских людям Саймона, а Макклейн идёт внутрь, где его встречают другие «полицейские». Однако Макклейн замечает, что номер на значке одного из «офицеров» такой же, как и у его коллеги Уолша, и, сообразив, что к чему, расстреливает всех бандитов в лифте. Внизу Макклейн обнаруживает хищение и понимает, что Саймон хотел просто ограбить банк, и все его игры и месть Макклейну за брата лишь прикрытие. Макклейн и Карвер следуют за грузовиками к акведуку в Нью-Йоркском водном тоннеле № 3. Саймон звонит на радиостанцию и сообщает о бомбе в школе, вследствие чего люди начинают массово звонить по телефону 911, лишая полиции возможности коммуникации по нему. Макклейн говорит Карверу продолжать игру Саймона, пока он сам следует за грузовиками.
В туннеле Макклейн устраняет нескольких людей Саймона. Саймон подрывает бомбу, затопляя туннель, но Макклейн выбирается через вентиляционное отверстие, оказавшись около Карвера. Выжив в автомобильной погоне с людьми Саймона, следовавшими за Карвером, и обнаружив, что у них есть мелочь, Макклейн и Карвер понимают, что мелочь нужна для оплаты турникетов на мосту, а грузовики направляются к танкеру в проливе Лонг-Айленд. Двое пробираются на борт, где их захватывают люди Саймона.
Саймон подтверждает подозрения Макклейна, что школьная бомба была фальшивой, а теперь двое прикованы к настоящей бомбе. Он говорит, что собирается взорвать танкер со слитками, чтобы уничтожить мировую экономику. Макклейн в шутку просит у него аспирина от похмелья. После того, как Саймон уходит, Макклейн, вспомнив брата Саймона и его план, догадывается, что золота на самом деле на корабле нет и Саймон забрал его себе. Карверу удается освободиться с помощью застрявшего в плече Макклейна куска стального троса. Они едва спасаются до взрыва бомбы, потопившей танкер.
Когда Макклейна и Карвера опрашивает полиция, Макклейн сообщает, что на танкере не было ни одного слитка. Макклейн замечает, что пузырёк аспирина, полученный от Саймона, куплен у стоянки грузовиков, расположенной в Квебеке на границе Канады и США. Макклейн, Карвер и полиция прибывают на склад возле стоянки грузовиков, где Саймон и его люди делят слитки и планируют скрыться. Люди Саймона захвачены, а Саймон садится в вертолёт и пытается убить Макклейна из пулемёта. Макклейн стреляет в крепления электрокабелей наружной рекламы. Кабели наматываются на основной винт вертолёта, в результате вертолёт падает и взрывается. Отпраздновав свой триумф, Карвер убеждает Макклейна позвонить ещё раз своей бывшей жене Холли.

## В ролях
| Актёр             | Роль                    |
| ----------------- | ----------------------- |
| Брюс Уиллис       | лейтенант Джон Макклейн |
| Сэмюэл Л. Джексон | Зевс Карвер             |

| Актёр                  | Роль                  |
| ---------------------- | --------------------- |
| Джереми Айронс         | Саймон Грубер         |
| Николас Уаймэн         | Маттиас Тарго         |
| Сэм Филлипс            | Катя                  |
| Миша Хауссерманн       | Миша                  |
| Роберт Седжвик         | Ролф                  |
| Тони Халме             | Роман                 |
| Билл Крайст            | Иван                  |
| Свен Тоорвальд         | Карл                  |
| Грег А. Скорич         | Курт                  |
| Тимоти Адамс           | Гюнтер                |
| Ричард Консил          | Отто                  |
| Тодд Аллой Лэндженфелд | Берндт                |
| Джеррит Вурен          | Нилс                  |
| Уиллис Спаркс          | Клаус                 |
| Фил Тейс               | Эрик                  |
| Алан Рикман            | Ганс Грубер (хроника) |

| Актёр               | Роль                     |
| ------------------- | ------------------------ |
| Ларри Бриггман      | инспектор Уолтер Кобб    |
| Грэм Грин           | детектив Джо Ламберт     |
| Коллин Кэмп         | детектив Конни Ковальски |
| Энтони Пек          | детектив Рики Уолш       |
| Кевин Чемберлин     | офицер Чарльз Вайсс      |
| Шерон Вашингтон     | офицер Джейн             |
| Стивен Перлман      | психолог Фред Шиллер     |
| Дж. Р. Хорн         | сержант Джон Терли       |
| Филлис Ивонн Стикни | диспетчер Ванда Шепард   |
| Скотт Николсон      | полицейский в метро      |

| Актёр                    | Роль                            |
| ------------------------ | ------------------------------- |
| Ричард Расселл Рамос     | глава ФБР Хью Прантера          |
| Чарльз Дюма              | агент ФБР Энди Кросс            |
| Майкл Кристофер          | агент ФБР Билл Джарвис          |
| Майкл Александер Джексон | племянник Зевса Декстер         |
| Элдис Ходж               | племянник Зевса Рэймонд         |
| Джо Заллум               | водитель грузовика Джерри Паркс |
| Джон Доман               | прораб                          |
| Джон С. Веннема          | банкир Феликс Литтл             |
| Аасиф Мандви             | араб-таксист                    |
| Элвис Дюран              | Радио DJ                        |

## Производство
Первый сценарий, предложенный для третьего фильма серии, был написан Джеймсом Хаггином под названием Troubleshooter.
По этому сценарию герой Уиллиса должен был сразиться с террористами, захватившими круизное судно в Карибском море. Однако, узнав о съёмках фильма «В осаде» со схожим сюжетом и Стивеном Сигалом в главной роли, продюсеры были вынуждены отказаться от сценария.
Позже по нему был снят фильм «Скорость 2» с Сандрой Буллок.
В отличие от предыдущих частей, третий фильм был поставлен не по существующей книге, а имел собственный оригинальный сценарий. Сценарий под названием «Саймон говорит» был продан Джонатаном Хенсли в 1992 году компании 20th Century Fox для продолжения фильма «Беглый огонь» с Брэндоном Ли, но трагическая гибель актёра на съёмках фильма «Ворон» поставила сценарий на полку до 1995 года. Компания Warner Bros. вела переговоры о выкупе сценария для четвёртой части «Смертельного оружия», однако сделка не состоялась. В 1995 году режиссёр Джон Мактирнан нашёл и доработал сценарий для «Крепкого орешка 3», который понравился Брюсу Уиллису, отклонившему к тому времени уже несколько сценариев.
После того как фильм вышел в прокат, Джонатан Хенсли был задержан агентами ФБР, так как, по их мнению, он владел слишком обширной информацией о «Федеральном золотом резерве» в Манхэттене. Хенсли заявил, что всю информацию нашёл в статьях, опубликованных в The New York Times.
Сцена, в которой Джон Макклейн по требованию Грубера стоит в чёрном квартале с плакатом на груди, гласящим «I HATE NIGGERS» (с англ. — «Я ненавижу ниггеров»), снималась в реальном чёрном квартале Нью-Йорка — Гарлеме. Продюсеры трезво рассудили, что с таким лозунгом и Уиллиса, и съёмочную группу там не спасёт даже полиция, поэтому во время съёмок плакат был пустым, а надпись была добавлена с помощью компьютера. В телевизионной версии фильма по той же технологии на плакат был помещён текст «I HATE EVERYBODY» (с англ. — «Я ненавижу всех»).

## Комментарии
1. ↑  Cinergi предварительно продала права на распространение по всему миру, за исключением Японии, Buena Vista International в некоторых регионах[2][3] и назначила Summit Entertainment в качестве агента по продажам для других регионов[1].